# Napoleon Hill
Pour les articles homonymes, voir Hill.
Napoleon Hill, né le 26 octobre 1883 et mort le 8 novembre 1970, est un auteur américain de développement personnel.
Son œuvre la plus célèbre est Réfléchissez et devenez riche (en) connue aussi sous le titre Pensez et devenez riche, un des livres qui se sont le mieux vendus de l'Histoire avec près de 60 millions d'exemplaires vendus. Dans ses ouvrages, Hill traite du pouvoir de l'esprit et du rôle que jouent les croyances dans notre succès personnel.
Napoleon Hill est notamment connu pour avoir déclaré : « Tout ce que l'esprit de l'homme peut concevoir et croire, il peut l'accomplir ».
Plus malin que le Diable, le livre qu'il a écrit en 1938 un an après Réfléchissez et devenez riche a attendu soixante-treize ans avant d'être publié par la Fondation Napoleon Hill.

## Biographie
Napoleon Hill est né dans une petite cabane en rondins aux abords de la rivière de Pound dans le comté de Wise en Virginie. Alors qu'il est âgé de 10 ans, sa mère meurt et deux ans plus tard, son père se remarie. Ce sera sa belle mère qui lui offrira sa première machine à écrire.
À l'âge de 13 ans, Napoleon Hill commence sa carrière d'écrivain comme journaliste dans des petits journaux locaux.
En 1908, il est recruté comme rédacteur au Bob Taylor's Magazine, où il doit décrire le parcours de réussite d'hommes célèbres. D'après Napoleon Hill, le premier qu'il aurait rencontré serait le multimillionnaire Andrew Carnegie qui serait devenu par la suite son mentor. Ce dernier lui aurait confié la mission d'observer les hommes les plus riches de l'époque et de rédiger la première philosophie du succès découlant de ses observations. Carnegie serait même allé jusqu'à écrire une lettre de sa main à des leaders de la révolution industrielle comme Henry Ford et Thomas Edison. Ce travail colossal prendra à Napoleon Hill vingt-cinq ans avant d'être achevé et publié, en 1928, sous le titre « Les lois du succès ».
Napoleon Hill meurt le 8 novembre 1970 après une longue carrière passée à écrire, enseigner, donner des conférences sur les principes de la philosophie du succès. Il a aussi prétendu avoir été le conseiller particulier de deux présidents des États-Unis, Franklin D. Roosevelt et Woodrow Wilson.

## Ouvrages
- Les Lois du succès (1928)
- Les Chemins de la richesse (1930)
- Réfléchissez et devenez riche (1937)
- Plus malin que le diable (1938), publié de façon posthume
- La Maîtrise de la persuasion : votre attitude vaut des millions (1939)
- Le Succès par la pensée constructive (1959)
- La Puissance de la persuasion (1970)
- Accomplissez des miracles (1971), publié de façon posthume
- Sur l'autoroute du succès (2011), publié de façon posthume
- Le succès n'attend pas. Au boulot ! (2012), publié de façon posthume